# St. Nikolaus vor dem Gelbinger Tor

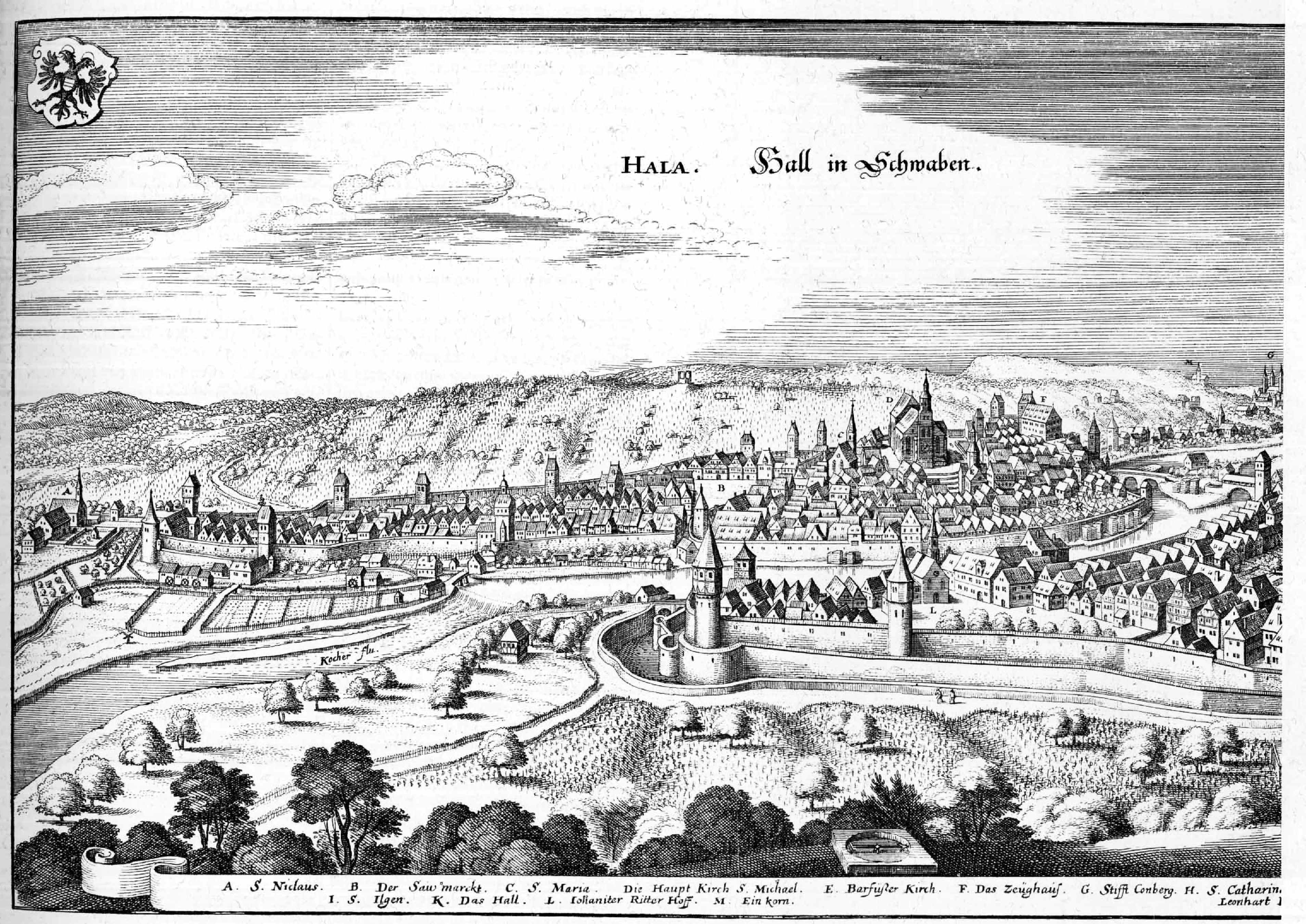
St. Nikolaus vor dem Gelbinger Tor, links außen vor der Stadtbefestigung, auf einem Stich von Matthäus Merian (1643)

St. Nikolaus vor dem Gelbinger Tor war ein Aussätzigenhaus für Leprakranke in Schwäbisch Hall, einer Stadt im nördlichen Baden-Württemberg. Die Lepra ist eine der wenigen Krankheiten, für die schon im Mittelalter die Ansteckung durch Körperkontakt festgestellt wurde.
Die erste sichere Erwähnung des Leprosenhauses erfolgte 1296. In den Jahren 1309/10 erhielt die Kapelle Ablässe. 1322 kam das Hospital in den Genuss der ersten urkundlich belegten Stiftung. 1338/39 folgten weitere Schenkungen an das Leprosenhaus und an die dazugehörige Kapelle. 1502 stiftete Mathis Täfner eine
Messe am Wolfgangsaltar der Nikolauskapelle.